# رامبو: فيرست بلوود بارت II (لعبة فيديو)
رامبو: فيرست بلوود بارت II (بالإنجليزية: Rambo: First Blood Part II)‏ ، هي لعبة فيديو من نوع إطلاق النار، أنتجت من قبل شركة سيجا سنة 1986م، وصدرت نفس اللعبة باسم آخر يدعى آشورا (باليابانية:阿修羅).

## قصة اللعبة
يبدأ رامبو مهمة اللعبة وهو يقتل جنوده الأعداء من فيتناميون والسوفيت، بهدف تحرير الأسرى الأمريكيين هناك وثأرا لمن عذبوه عندما كان جنديا في زمن حرب فيتنام.

## وصلات خارجية
- رامبو: فيرست بلوود بارت II (لعبة فيديو) على موقع IMDb (الإنجليزية)

- Ashura on Sega's official Virtual Console website (باليابانية)
- Scans of Sega's Joy Joy News No. 3 (باليابانية)
- Secret Command sur Best G4me Ever (بالفرنسية)